# Diecezja Avezzano
Diecezja Avezzano (łac. Diœcesis Marsorum) – diecezja rzymskokatolicka we Włoszech, z siedzibą w Avezzano. Powstała w 900 jako diecezja Marsi. Pod obecną nazwą od 1986.

## Główne świątynie
- Katedra: Katedra św. Bartłomieja Apostoła w Avezzano
- Konkatedra: Bazylika konkatedralna Matki Bożej Łaskawej w Pescinie
- Bazylika mniejsza: Bazylika Santi Cesidio e Rufino w Trassaco

## Ordynariusze

### Diecezja Marsi
- Pierre Ferri (1327 – 1336)
- Francesco Maccafani (1470 – 1471)
- Gabriele Maccafani (1471 – 1511)
- Giacomo Maccafani (1511 – 1530)
- Giovanni Dionisio Maccafani (1530 –1533)
- Marcello Crescenzi (1534 – 1546)
- Francesco Micheli (Franzino Micheli) (1546 – 1548)
- Nicola de Virgiliis (1548 – 1562)
- Giambattista Milanese (1562 – 1577)
- Matteo Colli (1579 – 1596)
- Bartolomeo Peretti (1597 – 1628)
- Baglione Carradoli (1628 – 1629)
- Muzio Colonna (1629 – 1632)
- Lorenzo Massimo (1632 – 1647)
- Giovanni Paolo Caccia (1648 – 1649)
- Ascanio de Gasparis (1650 – 1664)
- Francesco Berardino Corradini (1680 – 1718)
- Muzio de' Vecchi (1719 – 1724)
- Giacinto Dragonetti (1724 – 1730)
- Giuseppe Barone (1731 – 1741)
- Domenico Antonio Brizi (1760 – 1776)
- Francesco Vincenzo Lajezza (1776 –  1792)
- Giuseppe Bolognese (1797 – 1802)
- Camillo Giovanni Rossi (1805 – 1818)
- Francesco Saverio Durini (1818 - 1823)
- Giuseppe Segna (1824 - 1840)
- Michel' Angelo Sorrentino (1843 - 1863)
- Federico de Giacomo (1871 – 1884)
- Enrico de Dominis (Dominicis) (1884 – 1894)
- Marino Russo (1895 – 1903)
- Francesco Giacci (1904 – 1909)
- Nicola Cola (1910)
- Pio Marcello Bagnoli (1910 – 1945)
- Domenico Valerii (1945 – 1973)
- Vittorio Ottaviani (1973 – 1977)
- Biagio Vittorio Terrinoni (1977 – 1990) od 1986 biskup Avezzano

### Diecezja Avezzano
- Armando Dini (1990 – 1998)
- Lucio Angelo Renna (1999 – 2006)
- Pietro Santoro (2007 – 2021)
- Giovanni Massaro (od 2021)